# Albeda College
Het Albeda College is een interconfessioneel en intercultureel regionaal opleidingencentrum in Rotterdam en omgeving.

## Geschiedenis
De school werd in 1997 opgericht en ontleent zijn naam aan Wil Albeda. Albeda was een Nederlands politicus en geboren Rotterdammer. Als minister van Sociale Zaken in het kabinet-Van Agt I (1977-1981) maakte hij zich hard voor onder andere betere arbeidsomstandigheden en zette hij zich in voor het beroepsonderwijs. Deze inzet en zijn sociaalchristelijke levensvisie, in combinatie met de bijdrage die hij leverde aan de stad Rotterdam, was de reden om het opleidingencentrum naar hem te vernoemen. Door zijn naam te gebruiken wil de school uitstralen dat deze staat voor dezelfde waarden.

## Colleges en opleidingen
De school heeft locaties in Barendrecht, Hellevoetsluis, Maassluis, Middelharnis, Naaldwijk, Oude-Tonge, Poortugaal, Rhoon, Rotterdam, Schiedam, Spijkenisse en Vlaardingen en biedt zo’n 120 opleidingen aan in diverse leerwegen. Enkele van de opleidingen hebben meerdere uitstroomrichtingen. Daarnaast is het mogelijk om verschillende verkorte cursussen en contractactiviteiten te volgen. Het onderwijsaanbod wordt ontwikkeld in samenwerking met (deel)gemeenten, bedrijven en overheidsinstellingen. De opleidingen zijn ondergebracht in 15 colleges:
- Albeda Beauty & Fashioncollege
- Albeda College Economie & Ondernemen
- Albeda College Muzikant Producer
- Albeda College Sociaal & Pedagogisch Werk
- Albeda Danscollege
- Albeda Facilitair & Veiligheidscollege
- Albeda Horecacollege
- Albeda MBO Theaterschool
- Albeda Rotterdam The Hague Airport College
- Albeda Sportcollege
- Albeda Startcollege
- Albeda Travel & Leisure College
- Albeda Zorgcollege
- Techniek College Rotterdam
- VAVO Rijnmond College

## Organisatie en samenwerking
Albeda werkt samen met ROC Zadkine, dat eveneens in Rotterdam en omgeving gevestigd is. Zo hebben beide ROC's hun vavo-opleidingen (volwassenonderwijs) ondergebracht in het Vavo Rijnmond College. Alle techniekopleidingen van Albeda en Zadkine worden aangeboden door Techniek College Rotterdam.
De organisatie kent twee bestuurslagen. Het college van bestuur is verantwoordelijk voor de voorbereiding en uitvoering van het beleid, maar ook voor de dagelijkse coördinatie en voor het beheer. Boven het bestuur staat de raad van toezicht. De raad van toezicht heeft als taak om het college van bestuur te adviseren en te controleren. Verder wordt er binnen Albeda samengewerkt met de studentenraad, het ouderplatform en de ondernemingsraad.